# William Healey Dall
William Healey Dall est un naturaliste, un malacologiste et un paléontologue américain, né le 21 août 1845 à Boston et mort le 27 mars 1927 à Washington, D.C..

## Biographie
Il est le fils de Charles Henry Appleton Dall, un prêtre unitarien et de Catherine Wells Healey Dall. Il est fait ses études à Boston puis à Harvard sous la direction de Louis Agassiz (1807-1873) et de Jeffries Wyman (1814-1874) où il se consacre à l’anatomie, la médecine et les mollusques. Ses études sont interrompues par son service militaire en 1863. De 1863 à 1864, il travaille dans le service de recherche géologique dans la région du lac Supérieur.
De 1864 à 1865, il travaille comme clerc à l’Illinois Central Railroad de Chicago et étudie, la nuit, à l’Academy of Sciences de Chicago auprès de William Stimpson (1832-1872) et de Robert Kennicott (1835-1866). Il participe comme naturaliste, de 1865 à 1868, à une expédition en Alaska, l’International Expedition. Il en prend la direction en 1866 après la mort de Robert Kennicott (1835-1866) qui la commandait. Il explore l’Alaska, les îles Aléoutiennes et la côte du Pacifique.
À son retour, il étudie les collections qu’il a assemblées au National Museum of Natural History de 1868 à 1870. En 1870, il fait paraître Alaska and Its Resources qui est plusieurs fois réédité. De 1871 à 1884, il travaille pour le compte du service de recherche côtière et commande quatre expéditions dans les Aléoutiennes entre 1871 et 1880. Dall se marie avec Annette Whitney en 1880, union dont naîtront quatre enfants. Il travaille comme paléontologue pour le service de recherche géologique américain de 1884 à 1925 et réalise six expéditions sur la côte nord-ouest du pays. Il se spécialise sur les mollusques du cénozoïque. Dall fait paraître en 1921 Summary of the Marine Shellbearing Mollusks of the Northwest Coast of America from San Diego, California, to the Polar Sea et de 1890 à 1903 les six parties de Contributions to the Tertiary Fauna of Florida. En 1915, il fait paraître la biographie de son ami et maître Spencer Fullerton Baird (1823-1887).
Il est conservateur honoraire du National Museum of Natural History de 1880 à 1927 et professeur honoraire de paléontologie des invertébrés au Wagner Institute de Philadelphie durant de nombreuses années après 1893.
Dall reçoit de plusieurs titres universitaires honorifiques : un Master of Arts honoraire de Wesleyan en 1888, un Doctorat of Sciences honoraire de l’université de Pennsylvanie en 1904 et un Doctorat of Laws honoraire de l’université George Washington en 1915.
Ses publications, listées en 1946, compte 1 607 items sur les mollusques mais aussi les mammifères, le climat et l’anthropologie de l’Alaska. Dall est l’auteur de plus de 5 400 taxons : genres, sous-genres et espèces de mollusques et de brachiopodes actuels ou fossiles. Il fut membre de l’American Association for the Advancement of Science, de la American Association for the Advancement of Science, de la California Academy of Sciences, de l’American Academy of Arts and Sciences et diverses autres sociétés savantes.

## Galerie

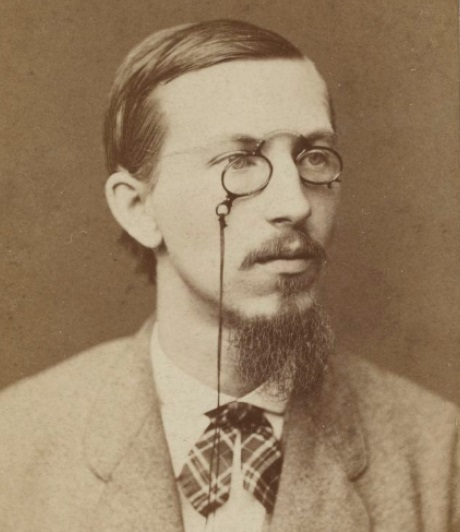
W.H. Dall, âgé de 26 ans (1871).
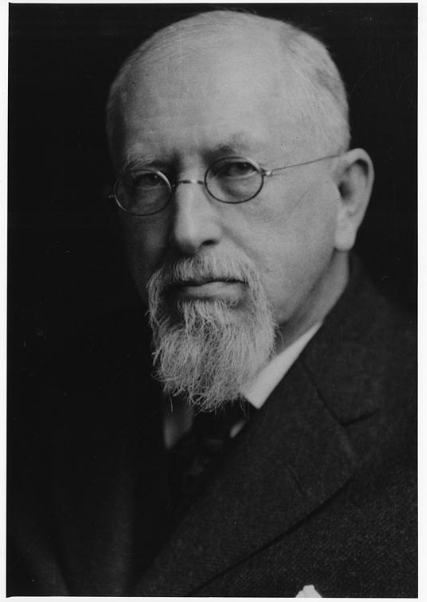
Vers 1916.
Distribution des tribus amérindiennes. W.H.Dall, 1875

## Liste partielle des publications
- 1895 : Tertiary fauna of Florida, a new classification of the pelecypods. Trans. Wagner Free Inst. Sci., 3 (3) : 483-570.

## Source
- Keir B. Sterling, Richard P. Harmond, George A. Cevasco & Lorne F. Hammond (dir.) (1997). Biographical dictionary of American and Canadian naturalists and environmentalists. Greenwood Press (Westport) : xix + 937 p.
- Oleg Kobtzeff (1985), La Colonisation russe en Amérique du Nord: XVIIIe-XIXe siècles, Paris, Université de Panthéon-Sorbonne (Paris 1).